# Om namah shivaya

El mantra om namaḥ śivāya escrito en silabario devánagari.

Om namah shivaia es uno de los mantras más conocidos del hinduismo.
Su traducción sería «¡om! reverencias a Shivá», siendo om: el místico mantra om; nama: ‘reverencias’, y shivaia: ‘a [el dios] Shivá’, precedido por la sílaba mística Om. Se le conoce como pancha-akshara (‘cinco sílabas’).
La mística shivaísta sostiene que en este sonido reside todo el conocimiento intuitivo del shivaísmo.
El mantra om namah shivaia aparece por primera vez (sin el símbolo ॐ) en el Shri Rudram, un rezo védico dirigido a Rudra (quien se considera un aspecto antiguo del dios Shivá).
En este contexto, Shivá significa ‘auspicioso, benigno o amigable’, un epíteto eufemístico de Rudra (‘el que hace llorar’). 
Es el mantra principal brindado por el Mahavaratar Babaji. Significa "Verdad, Simplicidad y Amor" que, junto al "Servicio al prójimo", son las bases para vivir adecuadamente. 